# ادولو
ادولو (به ایتالیایی: Edolo) یک کومونه در ایتالیا است که در استان برشا واقع شده‌است.

## خصوصیات
ادولو ۸۹ کیلومترمربع مساحت و ۴٬۵۷۸ نفر جمعیت دارد و ۷۲۰ متر بالاتر از سطح دریا واقع شده‌است.